# Aeonium castellodecorum
Aeonium castellodecorum là một loài thực vật có hoa trong họ Crassulaceae. Loài này được Bañares miêu tả khoa học đầu tiên năm 1986.